# Cintsa East
Cintsa East (auch Chintsa) ist ein Küstenort am Indischen Ozean in der Lokalgemeinde Great Kei der südafrikanischen Provinz Eastern Cape.

## Geografie
Der Siedlungsschwerpunkt der Ortschaft liegt im nördlich des Flusses sich erstreckenden Dünenland. Siedlungen erstrecken sich an der Mündung des Cintsa River in den Indischen Ozean jedoch zu beiden Seiten des Flusslaufes. Die Mündung bildet ein Ästuar, das durch eine stabile Sandbank vom Ozean abgetrennt ist. Der Küstenabschnitt mit der Ortschaft liegt nah an der Wild Coast, wird ihr jedoch nicht zugerechnet.
Im Jahre 2011 hatte Cintsa East 1740 Einwohner in 339 Haushalten. Im Ortsbereich lebten zu dieser Zeit rund 84 % schwarze, 14 % weiße und 2 % demografisch anders erfasste Einwohner.

## Verkehr
Auf dem Landweg ist Cintsa East über die Schafly Road erreichbar, die nördlich von Gonubie bei East London von der Regionalstraße R102 abzweigt, wo unweit davon eine Verbindung mit der Nationalstraße N2 besteht. Die Schafly Road erschließt den südlichen Abschnitt der Wild Coast. Weitere kleine Küstenorte und Farmen können so erreicht werden.

## Sehenswürdigkeiten
- Mündungsareal mit Sandbänken des Cintsa River
- Sandstrand und Dünen am Indischen Ozean